# Tim Zweije
Tim Zweije (Leerdam, 22 juni 1982) is een Nederlands acteur. Zweije studeerde af aan de acteursopleiding van de Toneelacademie Maastricht (2007).
Zweije deed op de planken ervaring op met een jeugdtheatergroep en schoolcabaret. Zo was hij te zien in Tijl Uilenspiegel en Midzomernachtsdroom (beiden met de jeugdtheatergroep). Voor het schoolcabaret schreef hij zelf enkele liedjes en sketches. Hij liep stage bij de Toneelschuur in de voorstelling Ich! van regisseuse Karen Claes. Ook regisseerde hij de succesvolle voorstelling Avondland van Troubleman (Sadettin Kirmiziyüz).
Op televisie heeft Zweije in 1998 vijf weken een rol gespeeld in de soap Goede tijden, slechte tijden en in twee afleveringen van de VARA-serie Oppassen!!!. Ook speelde hij een gastrol in de series Westenwind en Costa! (2001) en was hij in verschillende commercials te zien.
Zweije speelde van september 2001 t/m november 2002 de rol van Jannes Reitsema in Onderweg naar Morgen. In 2002 speelde Tim een gastrol in Spangen en in twee afleveringen van de serie Meiden van De Wit en een rol in de korte film Kliko's Revenge. In 2003 was hij te zien in de film De schippers van de Kameleon. Ook speelde hij in 2003 de hoofdrol (Malle) in de eindexamenfilm Anderland, en was hij (als Job) naast Benja te zien in de film Dageraad. In 2004 speelde hij Kai in de telefilm Zwijnen. In 2005-2009 was Zweije als Deniz Aslan te zien in de serie Vuurzee.
Zweije begon met een "legende van Idreman" in 2011 onder het pseudoniem van Idreman en/of Kalkiman Aporos.